# Bob Ezrin
 (mars 2012).
Si vous disposez d'ouvrages ou d'articles de référence ou si vous connaissez des sites web de qualité traitant du thème abordé ici, merci de compléter l'article en donnant les références utiles à sa vérifiabilité et en les liant à la section « Notes et références ».
Bob Ezrin, né le 25 mars 1949 à Toronto (Canada), est un producteur et musicien canadien.

## Biographie
Robert Alan Ezrin dit Bob, accède à la notoriété dans les années 1970 en produisant des albums de groupes célèbres tels qu'Alice Cooper, Lou Reed, Aerosmith, Kiss, Peter Gabriel, Pink Floyd et Kansas.
En 1982, Bob Ezrin produit l'album Dure Limite du groupe français Téléphone.
Considéré comme un producteur à la forte personnalité, souvent décrit comme le Francis Ford Coppola des producteurs, il s'inspire souvent de la musique classique pour ses arrangements. Il est l'un des précurseurs en ce qui concerne l'utilisation de l'informatique dans l'enregistrement et le mixage.
En 2007, Ezrin participe avec Michel Gendron et Mark Vinet à la production de l'album 70s (certification platine) du chanteur Québécois Sylvain Cossette.
Récemment, il a travaillé avec Thirty Seconds to Mars, Jane's Addiction, The Darkness, Nine Inch Nails et les Deftones dont il a produit le cinquième album studio. Depuis 2013, il produit les albums studio de Deep Purple.

## Productions
En mars 2025, il renonce à sa citoyenneté américaine et rentre au Canada. En effet, il « n'approuve pas les changements dans la société, la culture et dans la politique américaine ».

### Aerosmith
- Get Your Wings (1974) (producteur exécutif)

### Alice Cooper
- Love It to Death (1971)
- Killer (1971)
- School's Out (1972)
- Billion Dollar Babies (1973)
- Welcome to My Nightmare (1975)
- Alice Cooper Goes to Hell (1976)
- Lace and Whiskey (1977)
- The Alice Cooper Show (1977)
- DaDa (1983)
- Brutal Planet (2000) (producteur exécutif)
- Dragontown (2001) (producteur exécutif)
- Welcome 2 My Nightmare (2011)
- The Revenge of Alice Cooper (2025)

### Army of Anyone
- Army of Anyone - (2006)

### The Babys
- The Babys - (1977) (coproduit avec Brian Christian)

### Berlin
- Count Three and Pray - (1986)

### Robin Black
- Instant Classic - (2005)

### Bonham
- The Disregard of Timekeeping - (1989)

### Catherine Wheel
- Adam and Eve - (1997)

### Tim Curry
- Read My Lips - (1978)

### Deep Purple
- Now What?! - (2013)
- Infinite - (2017)
- Whoosh! - (2020)
- Turning To Crime - (2022)
- =1 - (2024)

### Deftones
- Saturday Night Wrist - (2006) (produit partiellement car la plupart des morceaux enregistrés avec lui ont été abandonnés et produits ensuite par Shaun Lopez (en), guitariste du groupe Far)

### Dr. John
- Hollywood Be Thy Name - (1975)

### Escape From Earth
- Three Seconds East - (2004)

### Flo and Eddie
- Flo and Eddie - 1973

### Peter Gabriel
- Peter Gabriel - (1977)
- "That'll Do" - (1998) (pour le film Babe - A Pig In The City, chanson-titre)

### David Gilmour
- About Face - (1984)

### Hanoi Rocks
- Two Steps From The Move - (1984)

### Héroes del Silencio
- Avalancha - (1995)

### Steve Hunter
- Swept Away - (1978)

### Hurricane
- Over the Edge - (1988) (coproduit avec Mike Clink)

### Jane's Addiction
- Strays - (2003)

### The Jayhawks
- Smile - (2000)

### Kansas
- In the Spirit of Things - (1988)

### The Kings
- The Kings Are Here - 1980
- Amazon Beach - 1981

### KISS
- Destroyer - (1976)
- Music from "The Elder" - (1981)
- Revenge - (1992)

### Kula Shaker
- Peasants, Pigs & Astronauts - (1999)

### Julian Lennon
- Help Yourself - (1991)

### Murray McLauchlan
- Storm Warning - 1981

### Nils Lofgren
- Nils - (1979)

### Nine Inch Nails
- The Fragile - (1999) (séquençage de l'album)

### Geoffrey Oryema
- Beat the Border - (1993) (coproduit avec Richard Blair et David Bottrill)
- Our Generation
  - Our Generation - (1971)

### Pink Floyd
- The Wall - (1979) (coproduit avec David Gilmour et Roger Waters)
- A Momentary Lapse of Reason - (1987) (coproduit avec David Gilmour)
- The Division Bell - (1994) (coproduit avec David Gilmour)

### Soundtrack
- Babe: Pig In The City - Music From And Inspired By The Motion Picture - 1998
- Heavy Metal 2000 - 1999

### Trevor Rabin
- Can't Look Away - (1989)

### Lou Reed
- Berlin - (1973)

### Rod Stewart
- Rod Stewart - (1986)

### Téléphone
- Dure Limite - (1982)

### The Throbs
- The Language of Thieves and Vagabonds - (1991) (coproduit par Richard Wagner et Brian Christian)

### Thirty Seconds to Mars
- 30 Seconds to Mars (2002)

### Ursa Major
- Ursa Major - (1972)

### U2 and Green Day
- The Saints Are Coming (live) - (2006)

### Villebillies
- Greatest Moment -single - (2006)

### Vow Wow
- Mountain Top - (1990)

### Dick Wagner
- Dick Wagner - (1978)